# Tsuruga, Fukui
Tsuruga (敦賀市 Tsuruga-shi) là một thành phố thuộc tỉnh Fukui, Nhật Bản.